# Розстріл демонстрації в Пекіні (1926)

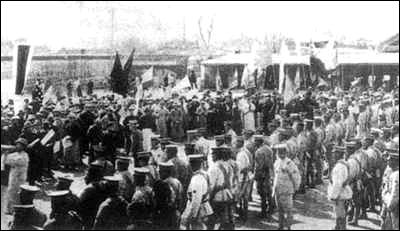
Розгін маніфестантів силами поліції Дуань Ціжуя

Розстріл демонстрації 18 березня 1926 року — масове вбивство учасників антимілітаристської й антиімперіалістичної демонстрації, що відбувалась у Пекіні.

## Передумови

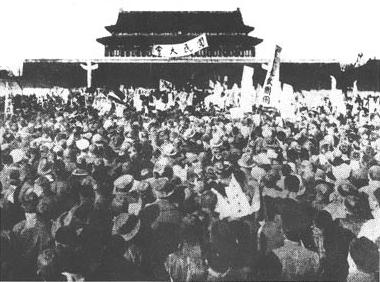
Маніфестація 18 березня на майдані Тяньаньмень

12 березня 1926 року японське військове судно обстріляло фортеці Дагу й убило кількох їх оборонців з лав Гоміньцзюню. Китайські війська почали вести вогонь у відповідь та змусили корабель залишити бухту. Японія сприйняла такий крок як порушення Заключного протоколу, підписаного 1900 року після Боксерського повстання. За чотири дні після інциденту посли восьми країн-підписантів протоколу висунули бейянському уряду Дуань Ціжуя ультиматум з вимогою зруйнувати всі захисні споруди фортець Дагу.

## Перебіг подій
18 березня навпроти брами Тяньаньмень була організована демонстрація. Лідер протестувальників Лі Дачжао емоційно зажадав розірвання всіх нерівних договорів, підписаних Китаєм з іноземними державами, а також вигнання послів, які підписали ультиматум. Розквартировані в Гуанчжоу війська Гоміньцзюню були налаштовані дати відсіч можливій інтервенції, втім уряд не бажав іти на міжнародну конфронтацію.
Марш, що відбувся після мітингу, завершився на майдані навпроти будинку уряду. Дуань Ціжуй, який остерігався, що ситуація вийде з-під контролю, віддав поліції й армії наказ розігнати протестувальників. Сутичка призвела до кровопролиття: 47 мітингарів загинули, понад 200 зазнали поранень. Серед загиблих була Лю Хечжень, студентка Пекінського жіночого педагогічного училища. Лі Дачжао зазнав поранення.

## Наслідки

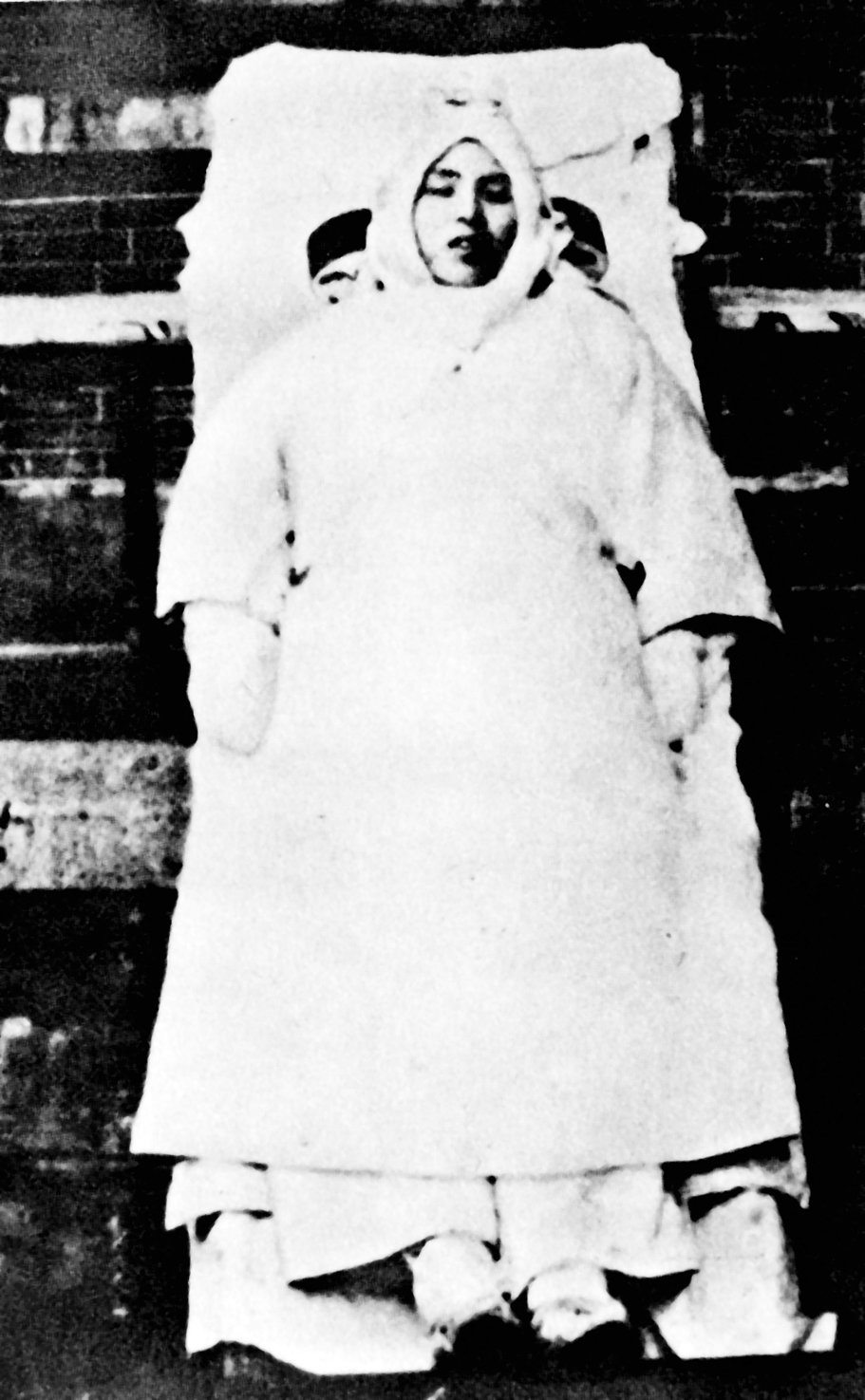
Тіло Лю Хечжень

За повідомленнями того періоду Дуань Ціжуй особисто вийшов на майдан і встав на коліна перед тілами загиблих. Згодом він став вегетаріанцем.
Організатори демонстрації, як комуністи, так і націоналісти, зазнали переслідувань. Лідер мілітаристів Чжан Цзолінь наказав обшукати пекінські навчальні заклади на предмет наявності видань, пов'язаних із Гоміньданом і КПК.
Під тиском громадськості уряд Дуаня був змушений скликати позачергове засідання парламенту. Було ухвалено резолюцію, що закликала покарати відповідальних за кровопролиття. В квітні 1926 року уряд Дуаня було повалено Гоміньцзюнем.
На пам'ять про ті події було відкрито багато меморіалів, у тому числі в університеті Цінхуа.